# 猿賀村
猿賀村（さるがむら）は、かつて青森県にあった村。

## 地理
- 河川：平川、穴堰

## 沿革
- 1889年（明治22年）4月1日 - 町村制施行により南津軽郡猿賀村、八幡崎村、大袋村、日沼村、蒲田村、新山村、原村、中佐渡村、長田村、西野曽江村が合併し、猿賀村が発足。
- 1955年（昭和30年）1月1日 - 南津軽郡尾上町と合併して尾上町を新設し消滅。

## 施設
- 猿賀中学校
- 猿賀小学校
- 日沼小学校